# Derrubar árvores: uma irritação
Derrubar árvores: uma irritação é um romance do escritor austríaco Thomas Bernhard, publicado originalmente em 1984. Considerado uma das principais obras do autor, o romance tem sido objeto de vários estudos.
No Brasil, foi publicada pelas editoras Rocco, com tradução de Lya Luft, e Todavia, com tradução de Sergio Tellaroli.
Para o crítico Harold Bloom, é o melhor livro de Bernhard.

## Trama
O romance começa com um narrador também anônimo sentado em uma poltrona, onde permanecerá grande  parte da narrativa, na casa do casal Auersberger, em Viena. Sentado, o narrador refletirá não apenas acerca de sua amizade com os Auersberger, mas também de temas caros a Bernhard, como a morte e a arte.

O livro é frequentemente considerado como a segunda parte de uma trilogia iniciada por O náufrago e continuada em Velhos mestres.